# Човик и архитектура
„Човик и архитектура” је југословенски ТВ филм из 1977. године. Режирао га је Владимир Фулгоси а сценарио је написао Миљенко Смоје.

## Улоге
| Глумац            | Улога        |
| ----------------- | ------------ |
| Борис Дворник     | Спиро        |
| Шпиро Губерина    |              |
| Милан Срдоч       | Вицко        |
| Ивица Видовић     | Новинар Дује |
| Ета Бортолаци     | Домина       |
| Асја Кисић        | Тета Ане     |
| Даница Цвитановић |              |
| Карло Булић       | Доктур       |
| Андро Марјановић  |              |
| Ана Регио         |              |
| Звонко Лепетић    | Посцерина    |
| Хелена Папић      |              |

Остале улоге ▼
| Глумац          | Улога |
| --------------- | ----- |
| Катја Цвитић    |       |
| Едита Липовшек  |       |
| Зденка Марунчић |       |
| Зоја Одак       |       |
| Ратко Главина   |       |
| Јосип Генда     |       |
| Златко Фајт     |       |
| Тјесивој Циноти |       |
| Јошко Вискић    |       |